# Septembre 2015
Septembre 2015 est le 9e mois de l'année 2015.

## Évènements
- 1er septembre : première journée mondiale de prière pour la sauvegarde de la Création.
- 2 septembre : le président du Guatemala, Otto Pérez Molina, démissionne à la suite d'un scandale de corruption ;
- 4 septembre : 
  - élections régionales et communales au Maroc ;
  - confirmation de la destruction des tombeaux d'Elahbel, Khitôt et Jamblique, trois des célèbres tours funéraires de Palmyre, par l'État islamique[1].
- 4 au 19 septembre : Jeux africains de 2015
- 5 au 20 septembre : 39e édition du championnat d'Europe de basket-ball masculin en France (avec des délocalisations en Croatie, Allemagne et Lettonie pour le premier tour).
- 6 septembre :
  - élections générales au Guatemala ;
  - référendum en Pologne.
- 7 septembre : élections législatives à Trinité-et-Tobago.
- 9 septembre : la reine Élisabeth II bat le record de longévité sur le trône britannique de la reine Victoria (63 ans, sept mois et deux jours).
- 11 septembre :
  - un accident de grue à La Mecque (Arabie saoudite) fait 107 morts et plus de deux cents blessés ;
  - élections législatives à Singapour.
- 12 septembre : en Égypte, le gouvernement Ibrahim Mahlab démissionne.
- 13 septembre : éclipse solaire partielle visible dans le sud de l'Afrique et dans l'Antarctique.
- 14 septembre
  - première détection d'onde gravitationnelle par le LIGO.
  - le premier ministre australien Tony Abbott est désavoué et remplacé par Malcolm Turnbull.
- 14 - 15 septembre : un grand incendie ravage la Californie, aux États-Unis.
- 15 septembre : le jeu vidéo Undertale créé par Toby Fox sort sur Microsoft Windows et sur OS X.
- 16 septembre :
  - un coup d’État militaire a lieu au Burkina Faso ;
  - un séisme majeur de magnitude 8,3 frappe le Chili.
- 18 septembre au 31 octobre, Angleterre et pays de Galles : Coupe du monde de rugby à XV 2015.
- 20 septembre : 
  - élections législatives en Grèce.
  - inauguration de la première ligne du métro léger d'Addis-Abeba, en Éthiopie, le premier métro d'Afrique subsaharienne.
- 21 septembre : 
  - le groupe Volkswagen avoue avoir truqué les tests anti-pollution de onze millions de ses véhicules.
  - le scandale du Daraprim éclate aux États-Unis, où le prix du médicament augmente de 5 455 %.
- 23 septembre : après des manifestations à travers le pays et des pressions internationales, les auteurs du coup d’État au Burkina Faso rendent le pouvoir au président Michel Kafando.
- 24 septembre : une bousculade à Mina (Arabie saoudite), en marge du pèlerinage à La Mecque, fait plus de sept cents morts.
- 27 septembre : élections régionales en Catalogne.
- 28 septembre :
  - éclipse lunaire totale ;
  - la ville afghane de Koundouz est prise par les talibans.
- 29 septembre : le typhon Dujuan frappe Taïwan et fait au moins deux morts.
- 30 septembre : la Russie commence des frappes aériennes en Syrie dans le cadre de la guerre civile.
- Début de la vague de violence palestino-israélienne de l'automne 2015.